# Шамки (Минская область)
Ша́мки (бел. Шамкі) — деревня в Крупском районе Минской области Республики Беларусь. Входит в состав Холопеничского сельсовета. Население — 5 человек (2009).

## География

### Расположение
В 40 км на северо-запад от Крупок, в 35 км от железнодорожной станции Приямино (на линии Брест — Москва), в 140 км от Минска.

## Транспортная система
Транспортная связь по автодороге Холопеничи — Шамки.

## История
Известна с середины XVII века как село в составе Оршанского повета Витебского воеводства ВКЛ. В 1648 году Иероним Друцкий-Соколинский приобрёл село у мелкого шляхтича Николая Водошинского. Позднее село принадлежало миссионерам, было 8 дворов, 33 души мужского пола. Затем фольварк Шамки в составе имения Холопеничи принадлежал борисовскому костёлу. В 1728 году между Шамками и иезуитскими владениями в Грицковичах произошло разграничение. После 2-го раздела Речи Посполитой (1793 год) вошла в состав Российской империи. В 1795 году — владение пана Богушевича, насчитывалось 12 дворов, 65 жителей, действовала мельница. В 1815 году — в Борисовском уезде Минской губернии. С 1817 года деревня и фольварк принадлежали иезуитам. В конце XIX — начале XX веков — застенок в Ухвальской волости Борисовского уезда Минской губернии.
С 20 августа 1924 года — посёлок в Грицковичском сельсовете Холопеничского района Борисовского, с 9 июня 1927 года — Минского округа, с 20 февраля 1938 года — Минской области. В 1924 году создана сельскохозяйственная колония, названная в 1926 году в честь Феликса Дзержинского. Во время коллективизации организован колхоз. 1 июля 1941 года оккупирована немецко-фашистскими захватчиками. В сентябре 1942 года гитлеровцы частично сожгли деревню (8 дворов) и в урочище Каменный Лог расстреляли более 600 евреев. Во время Великой Отечественной войны на фронтах погибли 3 местных жителя. Освобождена 28 июня 1944 года. После войны деревня была отстроена.
С 20 января 1960 года — в Крупском районе, в составе совхоза «Холопеничи». В 2003 году — в составе СПК «Холопеничи». С 30 декабря 2009 года — в составе Холопеничского сельсовета.
В деревне родился белорусский историк Г. М. Трухнов (1908—1986).

## Население

### Численность
- 2009 год — 5 жителей.

### Динамика
- 1795 год — 12 дворов, 65 жителей.
- 1909 год — 31 двор, 274 жителя.
- 1917 год — 29 дворов, 208 жителей.
- 1926 год — 74 двора, 351 житель.
- 1960 год — 102 жителя.
- 1998 год — 7 хозяйств, 9 жителей.
- 2009 год — 5 жителей.
- 2010 год — 4 хозяйства, 9 жителей[2].